# 4e Satellite Awards
De uitreiking van de 4e Satellite Awards, waarbij prijzen werden uitgereikt in verschillende categorieën voor film en televisie uit het jaar 1999, vond plaats in Los Angeles op 16 januari 2000.

## Film

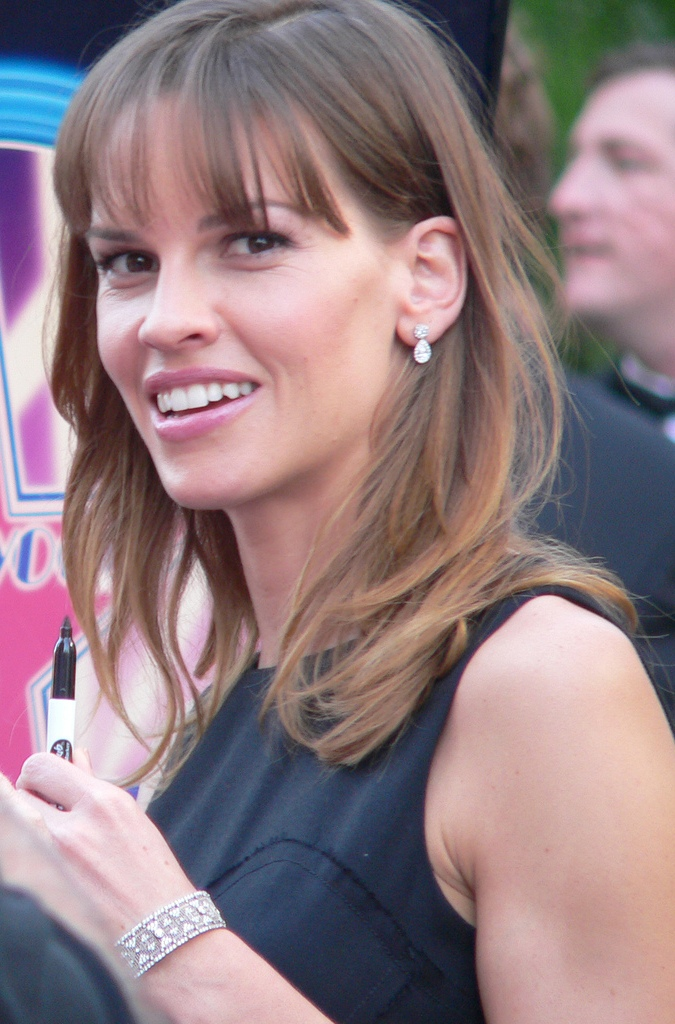
Hilary Swank (Boys Don't Cry), winnaar beste actrice in een dramafilm

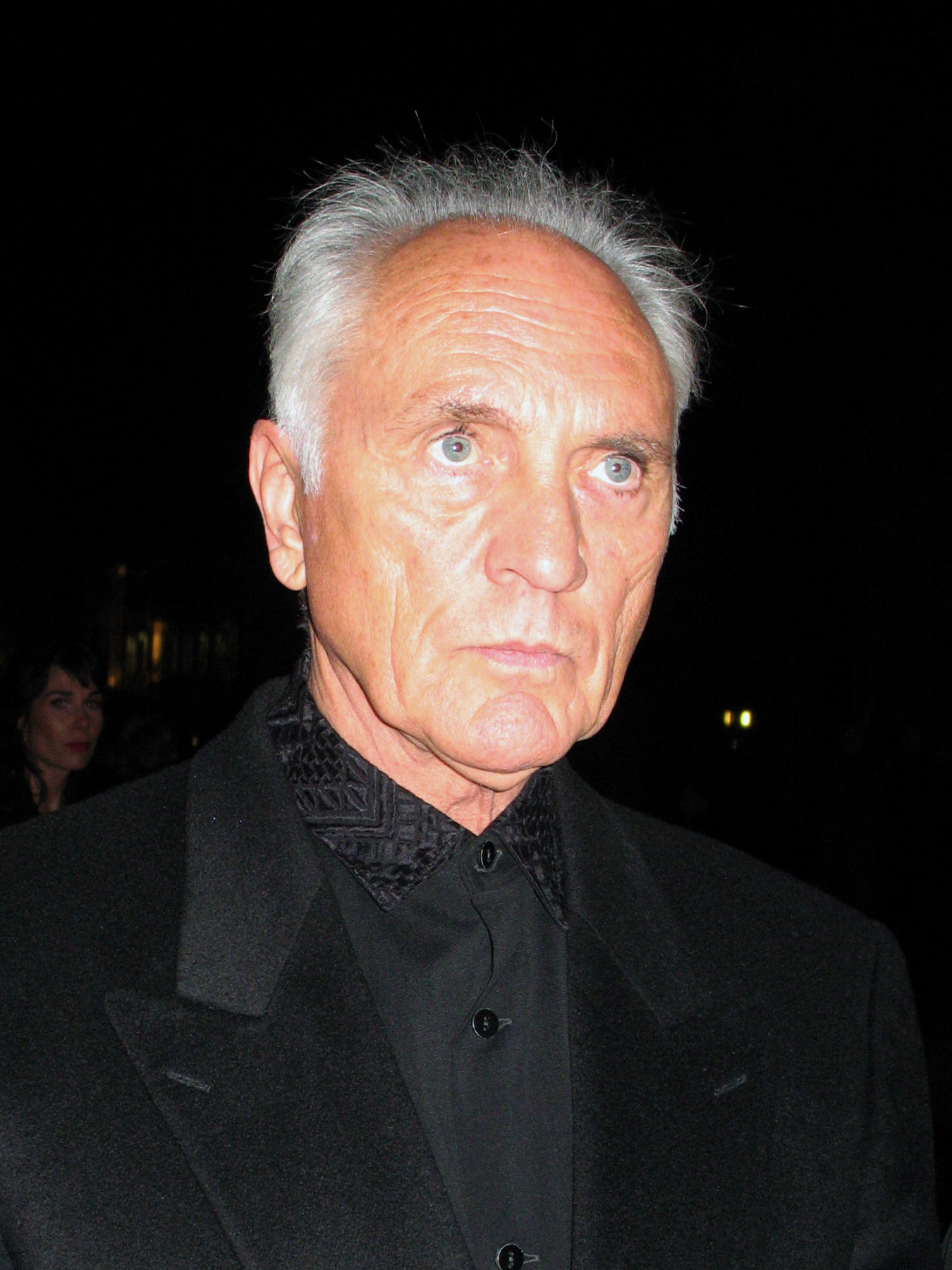
Terence Stamp (The Limey), winnaar beste acteur in een dramafilm

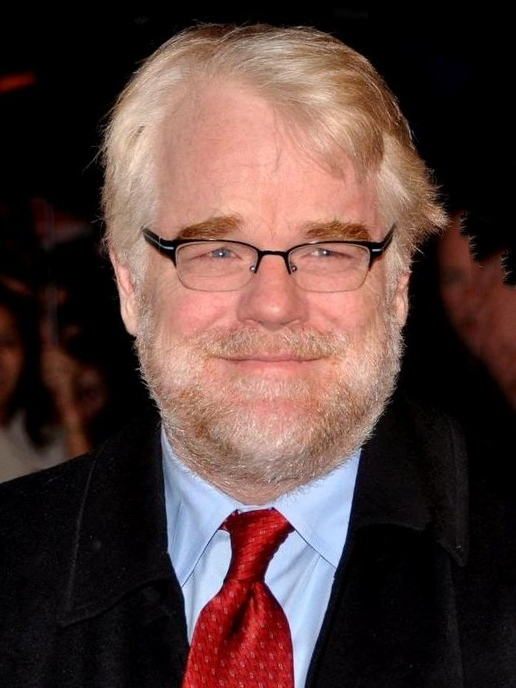
Philip Seymour Hoffman (Flawless), winnaar beste acteur in een komische of muzikale film

### Beste dramafilm
- The Insider
  - American Beauty
  - Boys Don't Cry
  - Magnolia
  - Snow Falling on Cedars
  - The Talented Mr. Ripley

### Beste komische of muzikale film
- Being John Malkovich
  - Bowfinger
  - Dick
  - Election
  - An Ideal Husband
  - Notting Hill

### Beste actrice in een dramafilm
- Hilary Swank - Boys Don't Cry
  - Annette Bening - American Beauty
  - Elaine Cassidy - Felicia's Journey
  - Nicole Kidman - Eyes Wide Shut
  - Youki Kudoh - Snow Falling on Cedars
  - Sigourney Weaver - A Map of the World

### Beste acteur in een dramafilm
- Terence Stamp - The Limey
  - Russell Crowe - The Insider
  - Richard Farnsworth - The Straight Story
  - Al Pacino - The Insider
  - Kevin Spacey - American Beauty
  - Denzel Washington - The Hurricane

### Beste actrice in een komische of muzikale film
- Janet McTeer - Tumbleweeds
  - Julianne Moore - An Ideal Husband
  - Frances O'Connor - Mansfield Park
  - Julia Roberts - Notting Hill
  - Cecilia Roth - Todo sobre mi madre
  - Reese Witherspoon - Election

### Beste acteur in een komische of muzikale film
- Philip Seymour Hoffman - Flawless
  - Jim Carrey - Man on the Moon
  - Johnny Depp - Sleepy Hollow
  - Rupert Everett - An Ideal Husband
  - Sean Penn - Sweet and Lowdown
  - Steve Zahn - Happy, Texas

### Beste actrice in een bijrol in een dramafilm
- Chloë Sevigny - Boys Don't Cry
  - Erykah Badu - The Cider House Rules
  - Toni Collette - The Sixth Sense
  - Jessica Lange - Titus
  - Sissy Spacek - The Straight Story
  - Charlize Theron - The Cider House Rules

### Beste acteur in een bijrol in een dramafilm
- Harry J. Lennix - Titus
  - Michael Caine - The Cider House Rules
  - Tom Cruise - Magnolia
  - Doug Hutchison - The Green Mile
  - Jude Law - The Talented Mr. Ripley
  - Christopher Plummer - The Insider

### Beste actrice in een bijrol in een komische of muzikale film
- Catherine Keener - Being John Malkovich
  - Cate Blanchett - An Ideal Husband
  - Cameron Diaz - Being John Malkovich
  - Samantha Morton - Sweet and Lowdown
  - Antonia San Juan - Todo sobre mi madre
  - Tori Spelling - Trick

### Beste acteur in een bijrol in een komische of muzikale film
- William H. Macy - Happy, Texas
  - Dan Hedaya - Dick
  - Rhys Ifans - Notting Hill
  - Bill Murray - Cradle Will Rock
  - Ving Rhames - Bringing Out the Dead
  - Alan Rickman - Dogma

### Beste niet-Engelstalige film
- Todo sobre mi madre
- Three Seasons
  - Jing ke ci qin wang
  - Bian Lian
  - Le violon rouge
  - Lola rennt

### Beste geanimeerde of mixed media film
- Toy Story 2
  - The Iron Giant
  - Princess Mononoke
  - South Park: Bigger, Longer & Uncut
  - Stuart Little
  - Tarzan

### Beste documentaire
- Buena Vista Social Club
  - 42: Forty Two Up
  - American Movie
  - Mr. Death: The Rise and Fall of Fred A. Leuchter, Jr.
  - Return with Honor
  - The Source

### Beste regisseur
- Michael Mann - The Insider
  - Paul Thomas Anderson - Magnolia
  - Scott Hicks - Snow Falling on Cedars
  - Sam Mendes - American Beauty
  - Anthony Minghella - The Talented Mr. Ripley
  - Kimberly Peirce - Boys Don't Cry

### Beste origineel script
- The Sixth Sense - M. Night Shyamalan
  - American Beauty - Alan Ball
  - Being John Malkovich - Charlie Kaufman
  - Magnolia - Paul Thomas Anderson
  - Three Kings - David O. Russell & John Ridley
  - A Walk on the Moon - Pamela Gray

### Beste bewerkte script
- The Cider House Rules - John Irving
  - Felicia's Journey - Atom Egoyan
  - A Map of the World - Peter Hedges & Polly Platt
  - Onegin - Peter Ettedgui & Michael Ignatieff
  - The Talented Mr. Ripley - Anthony Minghella
  - Titus - Julie Taymor

### Beste filmsong
- "When She Loved Me" - Sarah McLachlan - Toy Story 2
  - "Get Lost (song)|Get Lost" - The Story of Us
  - "Mountain Town" - South Park: Bigger, Longer & Uncut
  - "Save Me" - Magnolia
  - "Still" - Dogma
  - "The World Is Not Enough" - The World Is Not Enough

### Beste cinematografie
- Sleepy Hollow - Emmanuel Lubezki
  - American Beauty
  - Anna and the King
  - Eyes Wide Shut
  - Snow Falling on Cedars
  - The Talented Mr. Ripley

### Beste visuele effecten
- Stuart Little
  - The Matrix
  - The Mummy
  - Sleepy Hollow
  - Star Wars Episode I: The Phantom Menace
  - Titus

### Beste montage
- The Sixth Sense - Andrew Mondshein
  - American Beauty
  - Buena Vista Social Club
  - The Insider
  - Sleepy Hollow
  - The Talented Mr. Ripley

### Beste soundtrack
- "Sleepy Hollow" - Danny Elfman
  - "La leggenda del pianista sull'oceano)" - Ennio Morricone
  - "Ravenous" - Damon Albarn and Michael Nyman
  - "Le violon rouge)" - John Corigliano
  - "Snow Falling on Cedars" - James Newton Howard
  - "The Thomas Crown Affair" - Bill Conti

### Beste geluidseffecten
- Sleepy Hollow
  - Buena Vista Social Club
  - Eyes Wide Shut
  - Jing ke ci qin wang
  - The Sixth Sense
  - Star Wars Episode I: The Phantom Menace

### Beste artdirection
- Sleepy Hollow - Ken Court, John Dexter, Rick Heinrichs & Andy Nicholson
  - Anna and the King
  - An Ideal Husband
  - Jing ke ci qin wang
  - La leggenda del pianista sull'oceano
  - Titus

### Beste kostuums
- Sleepy Hollow - Colleen Atwood
  - Anna and the King
  - Jing ke ci qin wang
  - An Ideal Husband
  - Le violon rouge
  - Titus

## Televisie

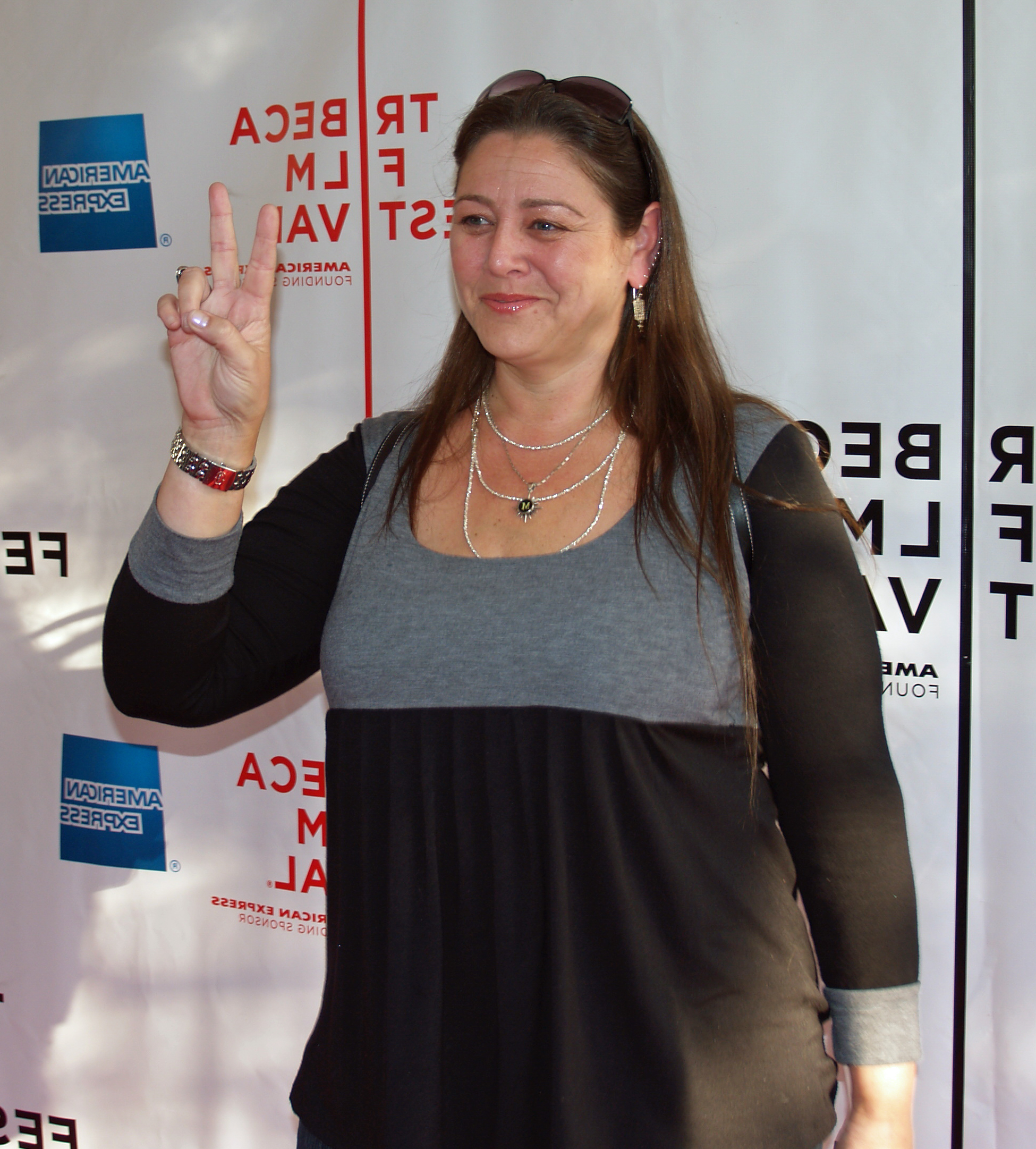
Camryn Manheim (The Practice), winnaar beste actrice in een dramaserie

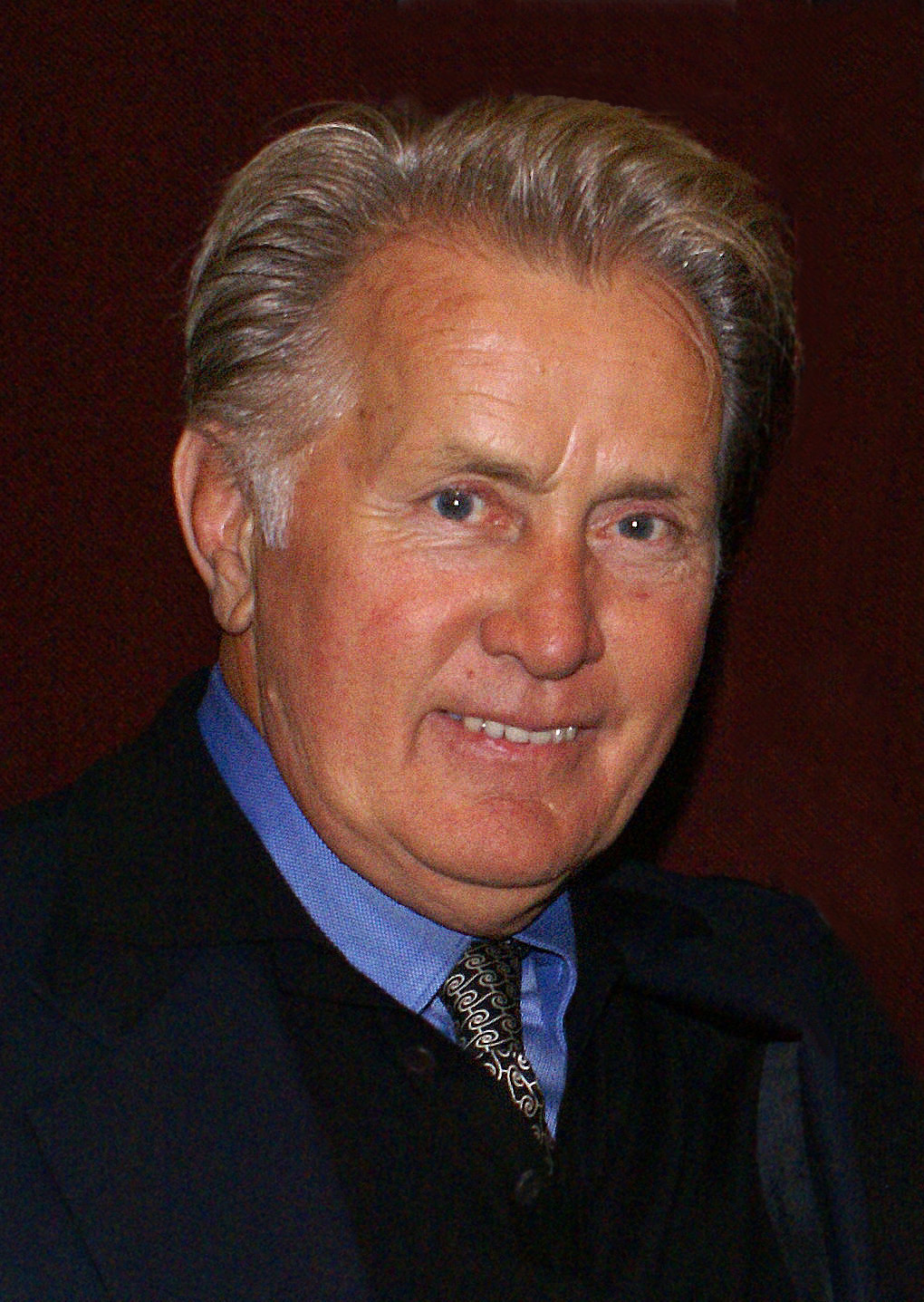
Martin Sheen (The West Wing), winnaar beste acteur in een dramaserie

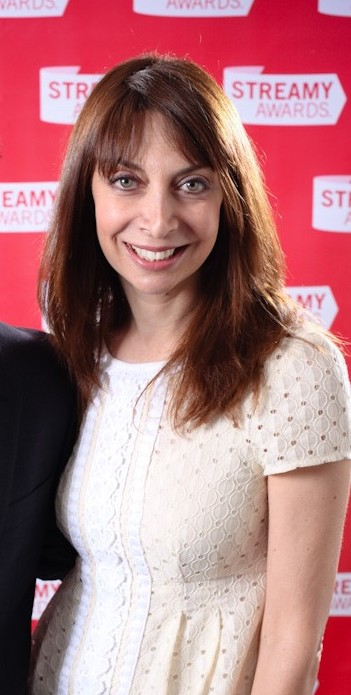
Illeana Douglas (Action), winnaar beste actrice in een komische of muzikale serie

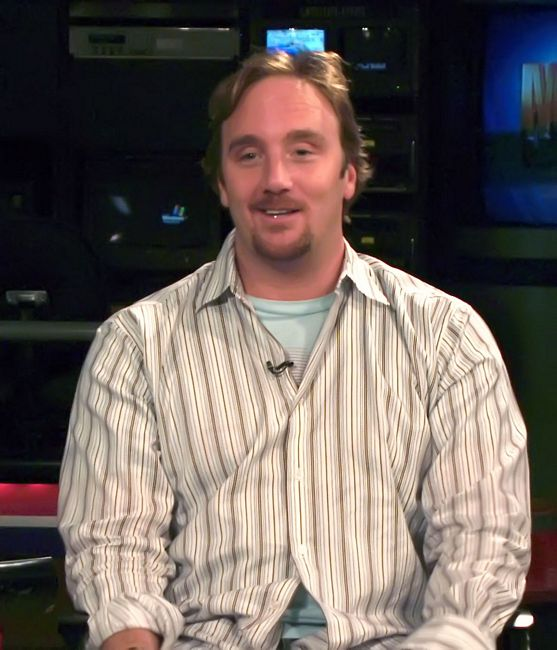
Jay Mohr (Action), winnaar beste acteur in een komische of muzikale serie

### Beste dramaserie
- The West Wing
  - Law & Order
  - Oz
  - The Practice
  - The Sopranos

### Beste komische of muzikale serie
- Action
  - Becker
  - Dharma & Greg
  - Frasier
  - Sex and the City

### Beste miniserie
- Hornblower: The Even Chance
  - Bonanno: A Godfather's Story
  - Joan of Arc
  - P.T. Barnum
  - Purgatory

### Beste televisiefilm
- Strange Justice
  - Introducing Dorothy Dandridge
  - A Lesson Before Dying
  - RKO 281
  - A Slight Case of Murder

### Beste actrice in een dramaserie
- Camryn Manheim - The Practice
  - Lorraine Bracco - The Sopranos
  - Edie Falco - The Sopranos
  - Mariska Hargitay - Law & Order: Special Victims Unit
  - Kelli Williams - The Practice

### Beste acteur in een dramaserie
- Martin Sheen - The West Wing
  - James Gandolfini - The Sopranos
  - Dylan McDermott - The Practice
  - Eamonn Walker - Oz
  - Sam Waterston - Law & Order

### Beste actrice in een komische of muzikale serie
- Illeana Douglas - Action
  - Jennifer Aniston - Friends
  - Jenna Elfman - Dharma & Greg
  - Calista Flockhart - Ally McBeal
  - Jane Leeves - Frasier

### Beste acteur in een komische of muzikale serie
- Jay Mohr - Action
  - Ted Danson - Becker
  - Thomas Gibson - Dharma & Greg
  - Eric McCormack - Will & Grace
  - David Hyde Pierce - Frasier

### Beste actrice in een televisiefilm of miniserie
- Linda Hamilton - The Color of Courage
  - Kathy Bates - Annie
  - Halle Berry - Introducing Dorothy Dandridge
  - LeeLee Sobieski - Joan of Arc
  - Regina Taylor - Strange Justice

### Beste acteur in een televisiefilm of miniserie
- William H. Macy - A Slight Case of Murder
  - Beau Bridges - P.T. Barnum
  - Don Cheadle - A Lesson Before Dying
  - Delroy Lindo - Strange Justice
  - Brent Spiner - Introducing Dorothy Dandridge